# Taonsgho (Tanghin-Dassouri)
Pour les articles homonymes, voir Taonsgho.
Ne doit pas être confondu avec Taonsgo.
Taonsgho est une localité située dans le département de Tanghin-Dassouri de la province du Kadiogo dans la région Centre au Burkina Faso.

## Géographie
Taonsgho se trouve à 1 km à l'est de Koudiéré – localité qui lui est administrativement rattachée –, à 6 km au sud-ouest du centre de Tanghin-Dassouri, le chef-lieu du département, et à environ 30 km de celui de Ouagadougou. Le centre du village est situé juste à un kilomètre au sud de la route nationale 1.

## Économie
Le village possède un important marché local.

## Santé et éducation
Le centre de soins le plus proche de Taonsgho est le dispensaire isolé de Koudiéré tandis que le centre médical (CM) se trouve à Tanghin-Dassouri et que les hôpitaux sont à Ouagadougou.
Le village possède une école primaire publique.